# Wit sterschoteltje
Wit sterschoteltje (Trapelia placodioides) is een korstmossoort uit het geslacht sterschoteltje (Trapelia).

## Determinatie
Wit sterschoteltje is een korstvormig (soms placodioid) korstmos met een dun tot vrij dik (tot ± 1 mm), continue maar gebarsten thallus. Het thallus is wittig grijs tot iets roze of soms wat bruin aangelopen. Soralen zijn korrelig groen en altijd aanwezig. Vaak langs de randen van de barsten of in het centrum. In Nederland vormt de soort nooit apotheciën. De soort kleurt na reactie met C+ rood.

### Gelijkende taxa
Wit sterschoteltje vertoont gelijkenis met: 
- kleine zeepkorst (Placopsis lambii), maar deze is iets bruiner en heeft een gelobde rand die regelmatig gelobd is.
- grote zeepkorst (Placopsis gelida), maar deze heeft duidelijkere lobben.
- grijsgroene steenkorst (Lecidella scabra), maar deze kleurt met C+ oranje.

## Ecologie
Wit sterschoteltje groeit vooral op oude, zure steen. Het wordt veel aangetroffen op graniet, basalt en uitgeloogde baksteen. Karakteristieke standplaatsen zijn hunnebedden, oude muren en zwerfkeien. Soms komt het ook voor op grind in het ballastbed van spoorbanen. Incidenteel wordt wit sterschoteltje ook aangetroffen op bewerkt, hard, verweerd hout van bijvoorbeeld bruggen.

### Syntaxonomie
In de syntaxonomie staat wit sterschoteltje te boek als diagnostische soort voor de klasse van bisschopsmutsen en landkaartmossen. In Nederland geldt het als kensoort voor de associatie van dunne blauwkorst.

## Verspreiding
In Nederland is wit sterschoteltje vrij algemeen. Het staat niet op de Nederlandse Rode Lijst en is niet bedreigd. 